# Chase (PAW Patrol)
Chase es un personaje protagonista de la serie de PAW Patrol. El es un pastor alemán de 7 años. Este cachorro es un policía y espía.
Es el más maduro y serio en las misiones. Es alérgico a múltiples cosas, en especial a los gatos, sin embargo tiene el olfato más desarrollado del grupo. Su mejor amiga es Skye. Es juguetón. Está enamorado de Marshall ya que siempre se preocupa por él cuando esta en problemas, además, a lo largo de la mayoría de los episodios ambos se miran y se sonríen muchas veces. Están juntos la mayor parte del tiempo ya sea jugando a conversando.

## Apariencia
Chase viste un uniforme de un policía clásico cuando cumple dicha función, aunque en algunas misiones tiene que recurrir a su atuendo de espía compuesto de un casco y unas botas secretas. Su vehículo es un jeep policial que posee una grúa y una red en caso de emergencia.
Como Sea Patrol, Chase viste un uniforme de salvavidas al igual que los demás cachorros. Como Mighty Pup, su traje de superhéroe es azul con múltiples franjas en forma de rayo. Su vehículo se transforma en un auto más versátil y más veloz; este cambia su red ordinaria por una red de energía amarilla.
Sus poderes como Mighty Pup son:
-Súper velocidad: Chase puede alcanzar velocidades increíblemente altas al correr. Aunque al principio tenía dificultades para detenerse, como se observa en el trailer, pudo dominar esta habilidad y convertirla en su mayor atributo.
-Súper ladrido: Tras la batalla contra Copycat, Chase puede chocar las patas con otro cachorro, para que su traje resplandezca mucho más y se vuelva más vistoso. Además obtiene el superpoder 'Súper ladrido', este ladrido provoca una gran onda expansiva que destruye algunos obstáculos o empuja objetos.

## Frases
- ¡Chase se hará cargo![4]
- ¡Estas patas defienden la ley!
- ¡Los PAW Patrol están listos para la acción, jefe Ryder!
- ¡A la orden, jefe Ryder!

## Controversias

### Sobre los abusos policiales en EE.UU.
El episodio «Pups Save a Herd» de la segunda temporada del show fue retirado en múltiples plataformas de streaming, e incluso de las trasmisiones por televisión de Nick Jr. y otras emisoras del programa en muchos países, incluso fue censurado completamente en Reino Unido.[cita requerida] En él se muestra a Chase con compitiendo con otro pastor alemán, y se le encarga la misión de pastorear a un rebaño de ovejas incluída una oveja negra que, a diferencia del resto se muestra revoltosa, mientras usa su uniforme policial. El episodio fue catalogado de racista por manifestantes en Estados Unidos, a raíz de los sucesos ocurridos con George Floyd en 2020, además la serie en su totalidad fue criticado por retratar a los policías de forma estereotípica mediante Chase, quien es protagonista de la mayoría de los episodios, como «chicos buenos», minimizando los abusos policiales, particularmente perpetuados contra afroamericanos. La situación fue cubierta incluso por medios masivos como The New York Times, lo que desató una ola de críticas en Twitter.  El 24 de junio de 2020, desde la Casa Blanca, la secretaria de prensa de dicho edificio, Kayleigh McEnany, afirmó durante una conferencia de prensa que el programa había sido cancelado, diciendo: «hace unas semanas vimos que PAW Patrol, un programa de dibujos animados sobre policías, fue cancelado», citando otros casos similares e incluso señalando que Trump estaba de acuerdo. Sin embargo, poco después sus productores descartaron que esto suceda, contradicción que fue bastante cubierta.
El episodio mencionado fue completamente retirado en 2021.